# Iván Merz
Iván Merz (16 de diciembre de 1896, Banja Luka - 10 de mayo de 1928) era un académico laico croata, beatificado por el papa Juan Pablo II el domingo 22 de junio de 2003 al momento de su visita a Banja Luka (Bosnia). Iván Merz era el promotor del movimiento litúrgico en Croacia.
- Datos: Q2378574
- Multimedia: Ivan Merz / Q2378574